# Picco Luigi Amedeo
Picco Luigi Amedeo (francouzsky Pointe Louis Amédée, 4460 m n. m.) je hora v Montblanském masivu v Grajských Alpách. Leží na území Itálie v regionu Valle d'Aosta nedaleko francouzsko-italské státní hranice. Jedná se o nevýrazný boční vrchol Mont Blancu. Na vrchol lze vystoupit od chaty Rifugio Allievi Bonacossa (2395 m n. m.). Existují nejasnosti ohledně nadmořské výšky vrcholu. Italské zdroje uvádějí výšku 4470 m n. m., francouzské 4460 m n. m.
Na vrchol vystoupili jako první 20. června 1901 horolezci G.B. Gugliermina, G.F. Gugliermina a J. Brocherel.